# Robot autònom

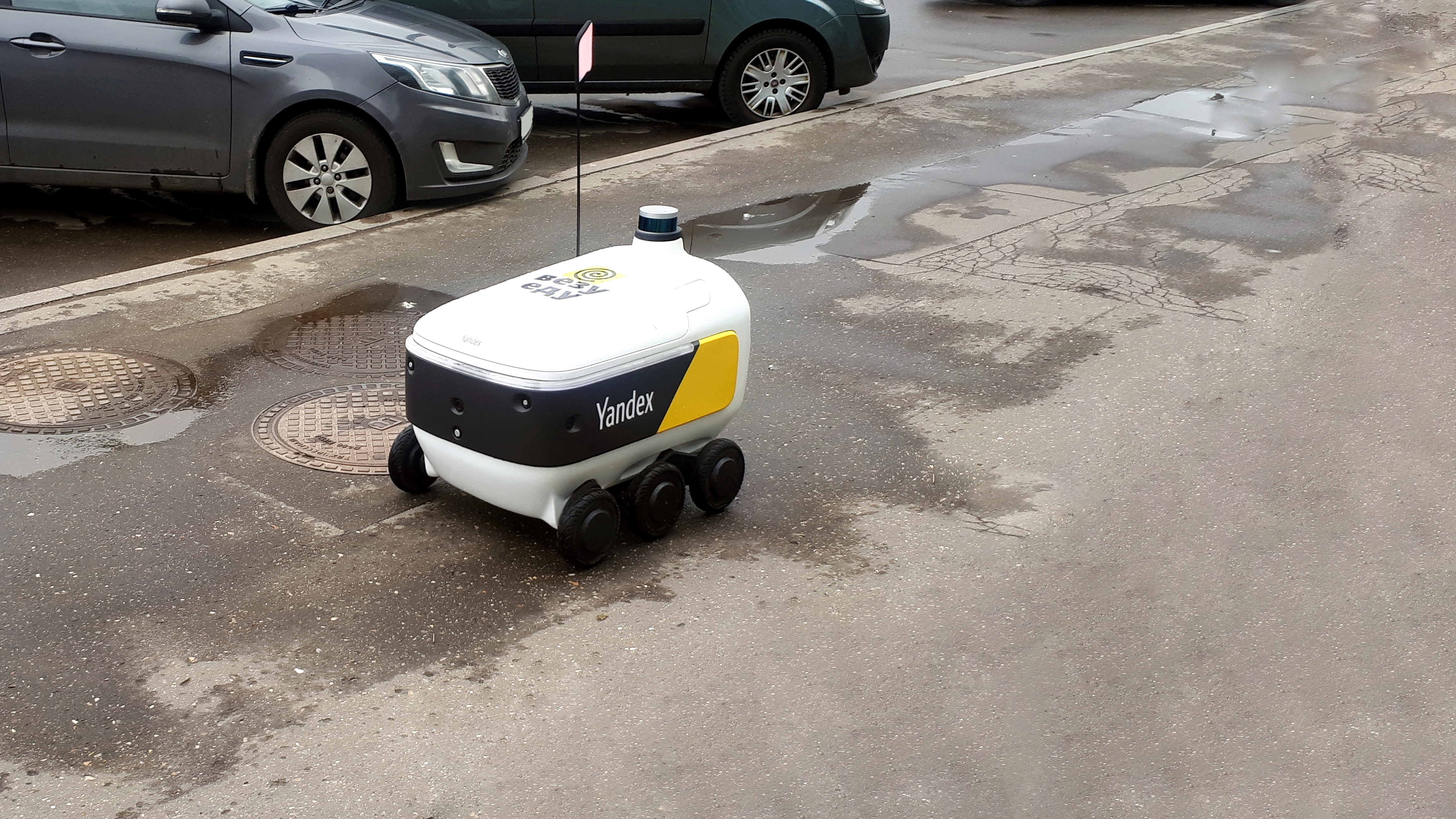
Robot repartidor de Yandex en un entorn real

Un robot autònom, també conegut simplement com autorobot o autobot, és un robot que realitza conductes o tasques amb un alt grau d'autonomia (sense influència externa). La robòtica autònoma se sol considerar com un subcamp d'intel·ligència artificial, robòtica i enginyeria de la informació. Les primeres versions van ser proposades i demostrades per l'autor/inventor David L. Heiserman.
Els robots autònoms són especialment desitjables en camps com el vol espacial, el manteniment de la llar (com ara la neteja), el tractament d'aigües residuals i el subministrament de béns i serveis.
Alguns robots de fàbrica moderns són "autònoms" dins dels estrictes límits del seu entorn directe. Potser no existeixi cap grau de llibertat al seu entorn, però el lloc de treball del robot de fàbrica és un repte i havent d'actuar davant de variables caòtiques i no previstes. Cal determinar l'orientació i la posició exactes del següent objecte de treball i (a les fàbriques més avançades) fins i tot el tipus d'objecte i la tasca requerida. Això pot variar de manera imprevisible (almenys des del punt de vista del robot).
Un àmbit important de la investigació de la robòtica és permetre al robot fer front al seu entorn, ja sigui a terra, sota l'aigua, a l'aire, sota terra o a l'espai.
Un robot totalment autònom pot:
- Obtenir informació sobre el medi ambient
- Treballar durant un període prolongat sense intervenció humana
- Moure's totalment o parcialment per tot el seu entorn operatiu sense ajuda humana
- Evitar situacions perjudicials per a les persones, els béns o per a si mateixos tret que formin part de les seves especificacions de disseny

Un robot autònom també pot aprendre o obtenir nous coneixements, com ara adaptar-se a nous mètodes per complir les seves tasques o adaptar-se a entorns canviants.
Com altres màquines, els robots autònoms encara requereixen un manteniment regular.